# Amalie Pinkus
Amalie Pinkus-De Sassi (* 4. Juli 1910 in Zürich; † 9. Februar 1996 ebenda) war eine Schweizer Frauenrechtlerin und Buchhändlerin.

## Leben
Amalie Pinkus war eine Tochter der Heimarbeiterin Pierina De Sassi, geborene Pasci, und des Maroniverkäufers und Gemüsehändlers Pietro Attilio De Sassi. Sie hatte einen Bruder, Maurice.
Bereits als 16-Jährige wurde Amalie De Sassi Vollwaise, was dazu führte, dass sie aus finanziellen Gründen keine Ausbildung machen konnte. Sie arbeitete als Hilfskraft in einer Verwaltung und später, nach der Heirat mit Theo Pinkus 1939, als Mitarbeiterin in der Buchhandlung ihres Mannes. 1929 wurde sie Mitglied der Roten Hilfe und der Internationalen Arbeiterhilfe (IAH). 1931 war sie eine der Schweizer Delegierten bei dem Kongress zum zehnjährigen Bestehen der IAH in Berlin. Anschliessend reiste sie mit einer IAH-Delegation durch die Sowjetunion. Nach der Rückkehr wurde sie Mitglied der Kommunistischen Partei der Schweiz und übernahm das Sekretariat der kommunistischen Zeitung Falce e Martello. 1934 war sie Delegierte des internationalen Kongresses Frauen gegen Krieg und Faschismus in Paris. 1942 wurde sie im Zusammenhang mit Führungs- und Richtungskämpfen aus der Kommunistischen Partei ausgeschlossen. Amalie De Sassi wurde vorübergehend Mitglied der Sozialdemokratischen Partei. Später trat sie der Partei der Arbeit bei.
Ab Ende der 1970er Jahre engagierte sich Amalie De Sassi in der Frauenbefreiungsbewegung (FBB) und in den entstehenden Alternativbewegungen. Sie gehörte zu den Gründern der Stiftung Salecina, deren Stiftungsratspräsidentin sie bis zu ihrem Tod war, und des Limmat Verlages.
Zusammen mit ihrem Mann Theo begründete sie die 50’000 Bücher umfassende Studienbibliothek zur Geschichte der Arbeiterbewegung.
Zusammen mit ihrem Mann hatte sie drei Söhne: Marco, André und Felix.

## Autobiografie
- Lebensgeschichte von Amalie Pinkus De Sassi. Erstmals in: FraueZiitig (FraZ), Zürich, Juli 1981; neu gestaltet und frei im Netz sowie erstmals auf Italienisch publiziert durch die Stiftung Salecina (Salecina INFO No. 118, Juli 2010; PDF; 4,4 MB)